# Pâquerette (ballet)
Pour les articles homonymes, voir Pâquerette (homonymie).
Pâquerette est un ballet en 3 actes et 5 tableaux d'Arthur Saint-Léon, sur un livret de Théophile Gautier adapté par Maurice Dreyfous et une musique de François Benoist. Il a été représenté pour la première fois le 15 janvier 1851 à l'Opéra de Paris avec, dans les rôles principaux, Arthur Saint-Léon (François), Jean Coralli et Fanny Cerrito (Pâquerette).

## Reprises
- Arthur Saint-Léon revisite la chorégraphie pour le Ballet impérial de Saint-Pétersbourg, Cesare Pugni revoyant la partition de Benoist et y ajoutant des morceaux. La première se tient le 28 janvier[1]/9 février[2] 1860 au Théâtre Bolchoï Kamenny de Saint-Pétersbourg.
- En 1882, Marius Petipa remonte le ballet à Saint-Pétersbourg, avec des musiques additionnelles de Cesare Pugni et de Léon Minkus, avec Evguenia Sokolova dans le rôle de Pâquerette et Pavel Gerdt dans celui de François.